# Гувер, Уолтер
Уолтер Макколл Гувер младший (англ. Walter McCall Hoover Jr.; 30 декабря 1934, Лон-Пайн, Калифорния — 16 апреля 2020) — американский гребец, выступавший за сборную США по академической гребле в 1950-х годах. Участник летних Олимпийских игр в Хельсинки, чемпион Панамериканских игр в Мехико, победитель и призёр регат национального значения. Также известен как тренер по гребле.

## Биография
Уолтер Гувер родился 30 декабря 1934 года в поселении Лон-Пайн, штат Калифорния. Сын известного американского гребца Уолтера Гувера-старшего (1895‒1984), в 1922 году выигравшего Королевскую регату Хенли в дисциплине Diamond Challenge Sculls.
Занимался академической греблей во время учёбы в Принстонском университете, а позже на службе  в Армии США.
В 1952 году в парных двойках выиграл Национальный чемпионат гребцов-любителей (NAAO), вошёл в основной состав американской сборной и благодаря череде удачных выступлений удостоился права защищать честь страны на летних Олимпийских играх в Хельсинки. Стартовал здесь вместе с напарником Пэтом Костелло, но попасть в число призёров не смог, остановился на стадии полуфиналов.
После хельсинкской Олимпиады Гувер остался в составе гребной команды США и продолжил принимать участие в крупнейших международных регатах. Так, в 1955 году он побывал на Панамериканских играх в Мехико, откуда привёз награду золотого достоинства, выигранную в зачёте парных двоек совместно с Джимом Гардинером.
В 1957 году выиграл американское национальное первенство в зачёте парных одиночек.
Впоследствии стал помощником главного тренера олимпийской сборной США по академической гребле.